# Liniowo niezależny układ wektorów
Uzasadnienie: mnożenie bytów ponad potrzebę - cztery artykuły na temat jednego pojęcia z różnych punktów widzenia
Liniowo niezależny układ wektorów – układ wektorów {\displaystyle (x_{\iota })_{\iota =1}^{s}} przestrzeni wektorowej {\displaystyle \mathbb {V} } rozpiętej nad ciałem {\displaystyle \mathbb {K} ,} dla którego każda zerująca się kombinacja jest trywialna, tzn. dla każdego układu skalarów {\displaystyle (\alpha _{\iota })_{\iota =1}^{s}} prawdziwa jest implikacja:
{\displaystyle \left(\sum _{\iota =1}^{s}\alpha _{\iota }x_{\iota }=\mathbf {0} \right)\Rightarrow \left(\forall _{1\geqslant \iota \geqslant s}\ \alpha _{\iota }=0\right).}

## Przykład
Układ wektorów {\displaystyle ((a,b,c))} przestrzeni {\displaystyle \mathbb {R} ^{3},} gdzie:
{\displaystyle a:=(0,5,7)}
{\displaystyle b:=(0,1,-2)}
{\displaystyle c:=(-4,0,0),}
jest liniowo niezależny, ponieważ:
{\displaystyle \alpha _{1}a+\alpha _{2}b+\alpha _{3}c=\mathbf {0} \Rightarrow (-4\alpha _{3},5\alpha _{1}+\alpha _{2},7\alpha _{1}-2\alpha _{2})=(0,0,0)\Rightarrow \alpha _{1}=\alpha _{2}=\alpha _{3}=0.}

## Własności
- Każdy niepusty podukład układu liniowo niezależnego jest liniowo niezależny[3].
  - W szczególności: do żadnego układu liniowo niezależnego nie należy wektor zerowy[4].
- Układ wektorów jest liniowo niezależny wtedy i tylko wtedy, gdy żaden z wektorów tego układu nie jest kombinacją liniową pozostałych wektorów tego układu[5].
- Układ jednoelementowy {\displaystyle (x)} jest liniowo niezależny wtedy i tylko wtedy, gdy {\displaystyle x\neq \mathbf {0} }[6].
- Dwa układy równoważne, liniowo niezależne, są równoliczne[7].
- Niech będą dane równoliczne układy wektorów: {\displaystyle (v_{\iota })_{\iota =1}^{r},\ (w_{\iota })_{\iota =1}^{r},} tej samej przestrzeni {\displaystyle \mathbb {V} ,} przy czym układ {\displaystyle (v_{\iota })_{\iota =1}^{r}} jest liniowo niezależny oraz wyraża się liniowo przez układ {\displaystyle (w_{\iota })_{\iota =1}^{r}.} Wtedy te układy są układami równoważnymi[8].